# Michiel Scheen
Michiel Scheen (Amsterdam, 23 juli 1963) is een Nederlands jazzpianist en -componist. 

## Biografie
Scheen volgde pianolessen en deed vanaf 1980 de opleiding Improviserend musicus aan het Sweelinck Conservatorium in Amsterdam. Hij maakte de opleiding niet af; hij verliet het Conservatorium een jaar voor zijn eindexamen.
In de jaren 1986 tot en met 1999 was hij fulltime muzikaal actief. Hij vormde een duo met Tobias Delius en was vast lid van Het Paul Termos Tientet en Termos Dubbel Express. Ook speelde Scheen in het elektroakoestische trio YPON, in Structures, Carduelis Carduelis en het Dickinson Project. Hij was in 1986 een van de initiatiefnemers van Kenvermogen. Van 1988 tot 1997 was Scheen lid van het Maarten Altena Ensemble.
In 1991 kreeg hij een compositieopdracht van de NOS en de Jazzmarathon Groningen, waarvoor hij de productie Rijs maakte voor een octet, met o.a. Jaap Blonk, Tristan Honsinger en Paul Koek.
Naast deze samenwerkingen initieerde hij zijn eigen groepen en projecten zoals Filiaal, het Michiel Scheen Sextet, TRIKLINION (met Frank van Berkel en Hans van der Meer) en het Michiel Scheen Quartet met Ab Baars, Ernst Glerum en Han Bennink.
Scheen was in de jaren 1990 bestuurslid van de Beroepsvereniging van Improviserende Musici, van 1994 tot en met 1996 als bestuurslid en van 1996 tot en met 1998 als voorzitter. In die functie onderhield hij contacten met diverse fondsen voor muziek en podiumkunsten, het ministerie van Onderwijs, Cultuur en Wetenschap en andere beroepsverenigingen. Als commissaris was hij betrokken bij de Stichting De Centrale, een verloningsinstelling voor ambulante musici.
In de periode 1999–2004 was Scheen muzikaal niet actief. Daarna viel hij incidenteel in in het Tobias Delius Quartet. Later werd hij weer actief in het duo Tobias Delius/Michiel Scheen, het Jan Nijdam Kwartet en het Blue Lines Trio en het Blue Lines Sextet.

## Discografie (selectie)
- Chance and change, Blue Lines Trio, Cascorecords, 2022
- Blue Lines Trio, Blue Lines Trio, Cascorecords, 2012
- Mill, Misha Mengelberg, Cor Fuhler, Michiel Scheen, 2009
- Dance, my dear?, Michiel Scheen Quartet, bestaande uit Michiel Scheen, Han Bennink, Ab Baars, Ernst Glerum, 2009
- Goodbye!, 2003
- Sphere's Works, 1999
- Triklinion, met Frank van Berkel en Hans van der Meer, 1997
- Contrapposto, 1993